# Philippe-Gabriel de Marmier
Pour les articles homonymes, voir Marmier.
Philippe-Gabriel, 1er duc de Marmier, né au Château de Ray-sur-Saône le 20 juin 1783 et mort à  Paris le 8 juillet 1845, est un homme politique français.

## Biographie
« Fils posthume de messire Charles-Philippe-Emmanuel-Appolinaire, comte de Marmier-Ray, mestre de camp en second au régiment de cavalerie Royal-Lorraine, et de dame Madame Gabrielle-Marie-Elisabeth Constantin de la Lorie »..

### Premier Empire
Il est nommé le 21 décembre 1809 chambellan de l'empereur Napoléon Ier  et fut créé comte de l'Empire le 22 octobre 1810.

En décembre 1813, alors que les frontières de la France étaient menacées, il mit sur pied une légion de volontaires qui participa activement à la défense de Huningue jusqu'au 19 avril 1814. Sa conduite lui mérita les éloges de Napoléon, en présence de la cour : l'Empereur, lui passant autour de la taille un baudrier avec son sabre lui prononça ces mots, inscrits au château de Ray : 

« Le pays peut être fier d'un tel homme, il s'est conduit comme un héros. »

Le comte de Marmier reprit du service pendant les Cent-Jours et fut promu colonel le 22 août 1815.
Le 12 mai 1815, il fut élu représentant à la Chambre des Cent-Jours, par l'arrondissement de Gray, contre Jean-Baptiste Quirot ; mais il donna peu après sa démission, ayant été nommé pair le 2 juin 1815.

### Restauration française
La seconde Restauration le laissa d'abord sans emploi, annulant son avancement au grade de colonel que la monarchie de Juillet lui rendit le 31 mai 1832.
Il succéda à son beau-père, le 14 février 1819, comme colonel de la 1re légion de la garde nationale de Paris (qu'il commanda jusqu'en 1822) et devint conseiller général de la Haute-Saône, où il était déjà maire de Ray-sur-Saône.
Royaliste modéré, avec des idées libérales, il fit une opposition discrète au gouvernement des Bourbons, et, candidat à la députation dans le 1er arrondissement électoral de la Haute-Saône (Gray), le 25 février 1824, il échoua contre Brusset, et ne fut pas plus heureux le 17 novembre 1827 contre le député sortant, Claude Joseph Lambert Brusset ; huit jours plus tard, le 24 novembre, il échoua encore au grand collège du département, contre Joseph de Villeneuve-Bargemont,.
Il ne fut élu que le 21 août 1828, dans le collège de département des Vosges, lors de l'élection partielle motivée par l'invalidation en bloc de tous les élus des 17 et 24 novembre 1827. Il fit de l'opposition au ministère Polignac, vota l'adresse des 221, et fut réélu, dans le même collège, le 23 juin 1830.

### Monarchie de Juillet
Il se rallia au nouveau pouvoir et vit son mandat successivement renouvelé dans le 2e collège de la Haute-Saône (Jussey) :
1. le 5 juillet 1831, par 104 voix (162 votants, 190 inscrits), contre 56 à Georges Genoux-Prachée ;
2. le 21 juin 1834, par 92 voix (156 votants, 199 inscrits), contre 50 voix à M. Bésenet, candidat légitimiste ;
3. le 4 novembre 1837, par 118 voix (182 votants, 217 inscrits) ;
4. le 2 mars 1839, par 119 voix (180 votants, 221 inscrits) ;
5. le 9 juillet 1842, par 121 voix (183 votants, 225 inscrits).

Il ne cessa de faire partie des majorités ministérielles, approuva les lois de septembre 1835 et de disjonction, soutint le ministère « du 15 avril » (Molé II), vota :
- pour la dotation du duc de Nemours,
- pour les fortifications de Paris,
- pour le recensement,
- contre les Incompatibilité,
- contre l'adjonction des capacités,
- pour l'indemnité Pritchard.

Le 13 août 1830, il redevint colonel de la 1re légion de la garde nationale de Paris, conserva ces fonctions jusqu'en 1844, et fut alors nommé général de brigade commandant les gardes nationaux du département de la Seine,.
Il serait entré à la Chambre des pairs le 5 juillet 1845[réf. à confirmer], mais mourut le 8 juillet suivant et fut inhumé au château de Ray-sur-Saône. Son fils, Alfred de Marmier le remplaça à la Chambre le 9 août suivant.
Le duc de Marmier, commandeur de la Légion d'honneur, était, au moment de son décès. à la tête d'une fortune considérable et possédait, dans le canton de Fresne-Saint-Mamès, 3 000 hectares de terres et de forêts.
Le buste (marbre, hauteur : 0.71, 1848) du Duc de Marmier portant la croix de la Légion d'honneur, par Henri-Frédéric Iselin, est conservé au musée
Jean-Léon Gérôme de Vesoul.

## Distinctions

### Titres
- 2e marquis de Marmier (1795)[14] : son grand-père avait obtenu l'érection en marquisat de ses terres de Seveux (où se trouve alors une forge)[15] ;
- comte de Marmier et de l'Empire (décret du 15 août 1810, lettres patentes signées à Fontainebleau le 22 octobre 1810[16]).
- 1er duc de Marmier (30 mars 1839) :

La transmission des rang, titre et qualité de pair du royaume dont était revêtu Claude-Antoine-Gabriel de Choiseul (1760-1838), duc de Choiseul à son gendre, Philippe-Gabriel, marquis de Marmier, fut autorisée par ordonnance royale du 15 mai 1818 (bull. 278, n°. 6446). Elle prit effet par lettres patentes du 30 mars 1839, mais sans la pairie, l'hérédité de la pairie ayant été abolie.

### Décorations
| Commandeur de la Légion d'Honneur | Chevalier de l'ordre de la Couronne de Fer | Officier de l'ordre de Léopold |

- Légion d'honneur[1] :
  - Chevalier (17 août 1814), puis,
  - Officier (29 octobre 1814), puis,
  - Commandeur de la Légion d'honneur (19 octobre 1831) ;
- Chevalier de l'ordre de la Couronne de fer[3] ;
- Officier de l'« ordre de Belgique »[3]Le seul ordre belge contemporain du duc de Marmier est l'Ordre de Léopold.

## Mariage et descendance
Il épouse le 11 juillet 1804 Jacqueline Béatrix Gabrielle Stéphanie de Choiseul Stainville , « dame du palais » ou « dame d'honneur » (1810-1814) de l'impératrice Marie-Louise (Paris, 24 février 1782 - Paris, 13 mars 1861), fille restée unique de Claude Antoine Gabriel de Choiseul, duc de Choiseul, pair de France, et de sa parente, Marie Stéphanie de Choiseul Stainville. Dont :
- Alfred de Marmier, 2e duc de Marmier (Ray, 7 mai 1805 - Ray, 9 août 1873), marié le 29 décembre 1832 avec Henriette Anna Charlotte Dubois de Courval (2 mai 1814 - Paris, 23 juin 1892), dont postérité ;
- Marguerite Claire Stéphanie de Marmier (1805-1888), mariée les 13 et 14 mars 1826 avec Jacques Marie Emmanuel de Fitz-James (1803-1846), 7e duc de Fitz-James, dont postérité[19] ;
- Etienne Henri Joseph de Marmier, capitaine, non marié (Paris, 21 octobre 1810 - Paris, 9 mai 1840).

« Les Marmier seront, dans la sidérurgie de Haute-Saône, une puissance régionale ».

## Armoiries
| Image | Armoiries |
| ----- | --- |
|       | Armes de la famille de Marmier De gueules, à une marmotte d'argent. Armes parlantes (Marmotte ⇒ Marmier.). |
|       | Armes des Marmier (branche « de Choiseul ») Écartelé: aux 1 et 4, De gueules, à une marmotte d'argent (de Marmier) ; aux 2 et 3, de Choiseul. |
|       | Armes du comte de Marmier et de l'Empire Écartelé au premier des comtes officiers de notre maison ; au deuxième de gueules à la marmotte debout d'argent (de Marmier) ; au 3e de gueules à la roue d'argent ; au quatrième d'azur à la croix d'or cantonnée de vingt b[e]llettes (billettes) du même (de Choiseul) et chargée d'un écusson d'argent à la croix ancrée de gueules (Stainville). - Livrées : les couleurs de l'écu. |
|       | Grandes armes des Marmier (branche « de Choiseul ») Écartelé: au 1, de gueules, à une escarboucle de huit rais d'or, pommetés et fleuronnés du même (Ray); au 2, d'or, à la bande de gueules, chargée de trois fleurs-de-lis d'argent (du Châtelet); au 3, d'or, à la bande vivrée d'azur, (de La Baume Montrevel); au 4, d'azur, à la croix d'or cantonnée de vingt billettes du même (de Choiseul), la croix chargée en cœur d'un écusson d'or à la croix ancrée de gueules (Stainville). Sur le tout gueules, à une marmotte d'argent (de Marmier). - Supports: deux griffons. - Devise : (la) « Pro patria vigil ». |